# Keichousaurus
Keichousaurus (лат.) — род завроптеригий из семейства Keichousauridae отряда Nothosauroidea.

## Характеристики
В триасовом периоде крупных водоплавающих рептилий не было — это доказывает большинство находок, в том числе и многочисленные остатки Keichousaurus, впервые обнаруженные еще в 1957 г. в Китае, в провинции Гуйчжоу (отсюда и название ящера).
Keichousaurus не отличается большими размерами — его длина колеблется от 15 до 30 см, при этом он сильно смахивает на ящерицу, правда, с очень длинной шеей и хвостом. Это животное было очень распространенным, что доказывается обнаружением множества его окаменелостей, так что небольшие Keichousaurus не редки в частных коллекциях.
Наибольшую часть своей жизни Keichousaurus проводил в воде, однако он иногда выбирался на сушу и неплохо передвигался по ней. Но плавал он значительно лучше, хотя его лапы еще не полностью превратились в ласты. Считается, что Keichousaurus были живородящими (на что указывают остатки беременных особей), ели рыбу, хотя могли употреблять в пищу и собственных детенышей.